# 斎藤吾朗
斎藤 吾朗（さいとう ごろう、1947年3月16日 - ）は、愛知県幡豆郡寺津町（現・西尾市）出身の画家。独立美術協会会員。「赤絵」と呼ばれる作風で知られる。

## 作風

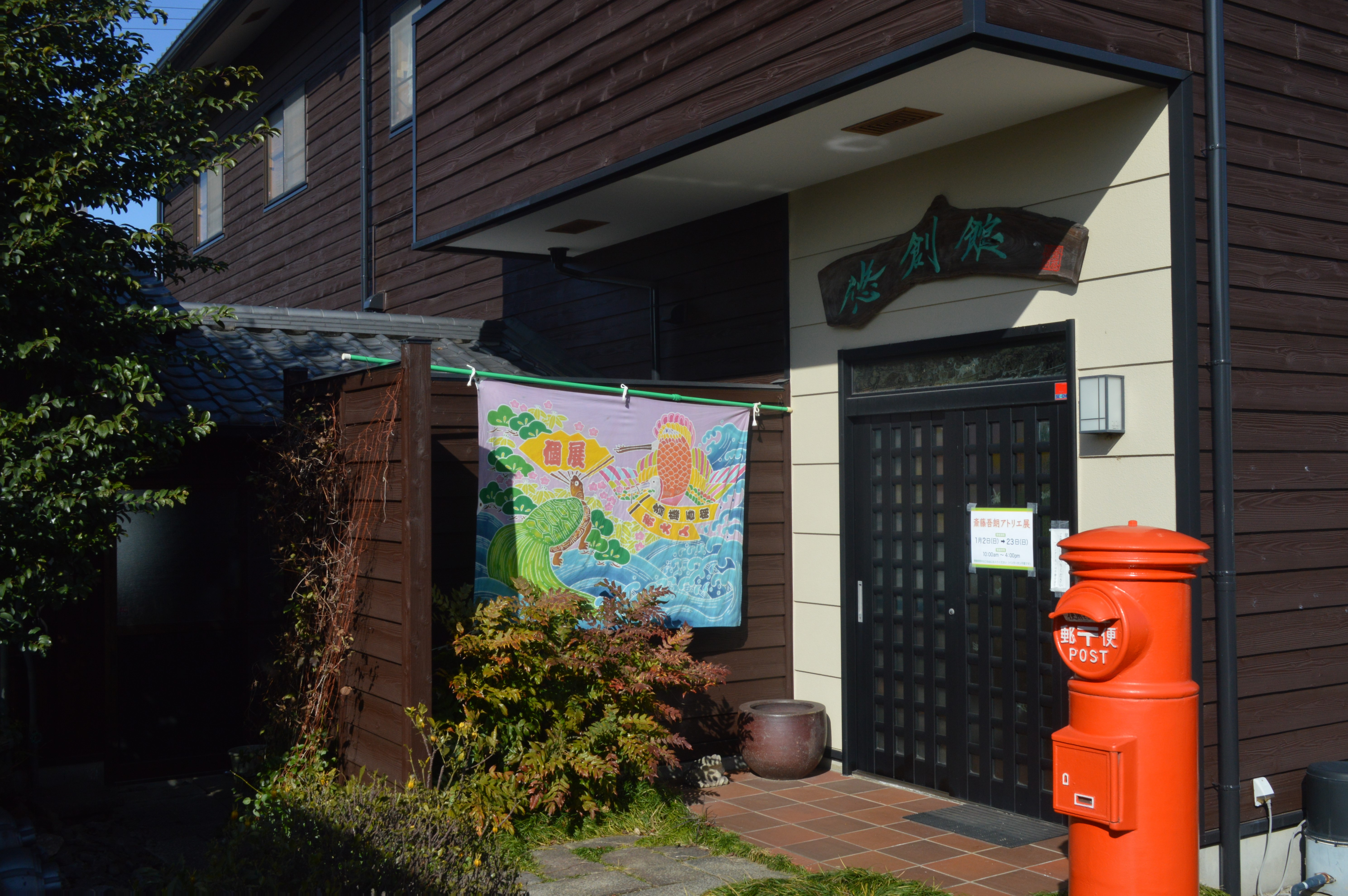
西尾市にある斎藤吾朗アトリエ

大胆に赤色を用いる個性的な色遣いや、鑑賞者の意表を突く構成による絵画で知られている。故郷の愛知県三河地方を活動拠点としており、三河地方の人々・風景・祭礼などを題材とすることが多い。
第43回独立展で独立賞および海老原賞を受賞した1975年（昭和50年）頃から注目を集めるようになり、個性的な作品が「斎藤の赤絵」と呼ばれるようになった。1970年代には強烈な赤色の作品が多く、記念撮影を題材とする作品が多かった。1980年代には自身の子どもを描いた作品が加わり、1990年代には祭礼も題材となった。

## 経歴

### 学生時代
1947年（昭和22年）3月16日、愛知県幡豆郡寺津町字徳永（現・西尾市徳永町）に斎藤家の長男として生まれた。父親は呉服卸商の斎藤四郎であり、母親は利枝。1953年（昭和28年）4月に西尾市立寺津小学校に入学し、同じく寺津町出身で春陽会で活躍する加藤助八の画塾に通うようになった。1959年（昭和34年）4月には西尾市立寺津中学校に入学したが、同年9月の伊勢湾台風では斎藤家が全壊している。1961年（昭和36年）には油絵を描き始め、毎日新聞デッサンコンクールで特選、全国学生美術賞で入賞するなどしている。
1962年（昭和37年）4月には愛知県立西尾高等学校に進学し、美術部と文芸部に入部した。1963年（昭和38年）には父親が西尾市街地に斎藤呉服店を開店させ、西尾市上矢田町に転居した。1965年（昭和40年）3月に愛知県立西尾高校を卒業し、4月には多摩美術大学油絵科に入学した。大学時代には東京都世田谷区玉川中町に下宿している。1969年（昭和44年）には多摩美術大学を卒業して大学院に進学し、1971年（昭和46年）には多摩美術大学大学院美術研究科を修了した。

### 画家として

斎藤による模写の題材となった「モナ・リザ」

1971年（昭和46年）4月には愛知県立西尾高校と愛知県立豊田工業高等学校で美術科の非常勤講師に就任した。1972年（昭和47年）10月の第40回独立展では、「コンサート後の記念撮影」で初入選した。1973年（昭和48年）には高校の非常勤講師を辞して渡欧し、ヨーロッパとアフリカで絵画の修業を行った。1973年（昭和48年）12月から1974年（昭和49年）1月にかけて、パリのルーブル美術館でレオナルド・ダ・ヴィンチの「モナ・リザ」を模写。マルク・シャガール以来約50年ぶりに模写が公認され、日本人で初めてこの作品を公認模写した人物となった。4月にはモナ・リザ模写展が日本各地を巡回し、様々なテレビ番組に出演した。8月には「屋根の上の記念撮影」が第18回シェル美術賞で2等となり、10月には「玄孫を抱いた記念撮影」が第42回独立展で奨励賞を受賞した。1975年（昭和50年）には「屋根の上の七五三」が第43回独立展で独立賞および海老原賞を受賞した。
1977年（昭和52年）にはユーゴスラビアで開催された国際ナイーブ美術展に日本代表として出品した。1978年（昭和53年）4月2日に婚約披露宴を行ったが、4月5日の結納返し翌日に母が死去している。1979年（昭和54年）には長女が、1981年（昭和56年）には次女が誕生した。1982年（昭和57年）には「袋の中のおばあさん」が第50回独立展で50周年記念賞を受賞した。1986年（昭和61年）にはアメリカ合衆国ニューヨークの日本クラブギャラリーで個展を開催し、またボストンのジャパン・ソサエティーでも個展を開催した。さらにハーバード大学芸術学部で特別講師を務めている。
1988年（昭和63年）、愛知県芸術選奨文化賞を受賞した。1990年（平成2年）、ニューヨークのジェイン・ギャラリーで個展を開催した。1993年（平成5年）、フィンランド・ヘルシンキのギャラリーNOVOで個展を開催し、同じくフィンランドのアートポート国際美術展に招待出品した。1995年（平成7年）、スリランカのジャヤワルデネ文化センターで開催されたジャパンフェスティバル美術展に参加した。同年には愛知県高浜市にある高浜市やきものの里かわら美術館で「赤土・炎・夕焼け 斎藤吾朗の世界展」が開催された。1998年（平成10年）、静岡県伊東市にある池田20世紀美術館で「『モナ・リザ』から赤絵『風土記』 斎藤吾朗の世界展」が開催された。
2001年（平成13年）にアメリカ合衆国のラスベガス美術館で開催されたAsian Arts Now 2001では実行委員長を務め、2002年（平成14年）にニューヨークで開催されたグランドゼロ追悼路上展でも実行委員長を務めた。2004年（平成16年）には愛知県名古屋市のジェイアール名古屋タカシマヤ美術画廊で個展を開催した。2005年（平成17年）には愛知県安城市のギャラリーがらんどうで「斎藤吾朗の軌跡」展が開催された。同年にはルーヴル美術館で収蔵記念休館日特別ツアーが開催された。2006年（平成18年）、三重県伊勢市の神宮美術館で歌会始御題「笑み」特別展が開催された。同年には北海道河東郡鹿追町の神田日勝記念美術館で「斎藤吾朗の軌跡展」が開催された。同年には愛知県名古屋市の名古屋港イタリア村 ダ・ヴィンチ館で「私が愛したダ・ヴィンチ展」が開催された。
2007年（平成19年）には故郷の西尾市で開催された「全国職人の集い in あいち にしお はず」で実行委員長を務めた。2008年（平成20年）2月17日には西尾市の井桁屋公園に、日本で唯一の抹茶色丸形ポストが設置された。斎藤は静岡県浜松市の中学校からポストを譲り受け、塗りなおしなどにも協力している。2009年（平成21年）には宮城県大崎市の緒絶の館で個展が開催された。2011年（平成23年）には高浜市の高浜市やきものの里かわら美術館で「斎藤吾朗の作品と収集品 全活動を語ろう具展」が開催され、三重県伊勢市の伊勢現代美術館で「斎藤吾朗全仕事展」が開催された。2013年（平成25年）には大崎市の大崎市立古川第一小学校に「古川第一小学校 木造校舎」を寄贈した。2015年（平成27年）には名古屋市の熱田神宮宝物館で「熱田神宮・創祀千九百年」の常設展示が行われた。

## 会員など
- 独立美術協会会員[2]
- CBCクラブ会員[2]
- 風景の会会員[2]
- 日本美術家連盟東海地区代表[2]
- 大崎市宝大使[2]

## 作品

### 絵画
- 「百年目の肩車」（中京女子大学創立100周年記念作品）
- 「屋根の上の記念撮影」（愛知県美術館蔵）
- 「畑のおばあさん」（神奈川県立近代美術館蔵）
- 「継火」（神奈川県立近代美術館蔵）
- 「おばあさんのモナ・リザ」（ルーヴル美術館蔵）
- 「屋根の上の七五三」（高浜市やきものの里かわら美術館蔵）
- 「母の誕生日」（伊勢・神宮美術館蔵）
- 「名鉄パノラマカー」（個人蔵）
- 「熱田神宮・創祀千九百年」（熱田神宮宝物館蔵）

### その他
模写
- レオナルド・ダ・ヴィンチ「モナ・リザ」

作詞
- 山本正之・斎藤吾朗（作詞）、山本正之（作曲）、山本正之（歌）「ドラゴンズよありがとう」1974年

## 出版物
- 『斎藤吾朗作品集』文彩社、1986年
- 『こころは赤絵の中に』エフエー出版、1992年 - 自伝。
- 『斎藤吾朗版画集』ヴィレッジ出版、1994年
- 斎藤吾朗（絵）、那須正幹（文）『猿神退治』ポプラ社、2003年 - 絵本。
- 斎藤吾朗『斎藤吾朗作品集』求龍堂、2012年